# لری بینهارت
لری بینهارت یک نویسنده آمریکایی است. او بیشتر به عنوان نویسنده‌ی رمان سیاسی-کارآگاهی‌اش یعنی قهرمان آمریکایی شهرت دارد. فیلمی در ژانر کمدی سیاه، با عنوان «سگ را بجنبان» بر اساس همین رمان ساخته شده است.

## زندگینامه
اولین الهام بخش او، آثار جورج برنارد شاو بود که علاوه بر مهارت‌های نویسندگی و بذله گویی اش، «از ایده ها درام می آفرید». بینهارت با این روش و دستورالعمل، به دنبال خلق موقعیت هایی بود که در آن ایده‌هایش، در خصوص پروردگار، چرایی رفتن ما به جنگ، کسی که پول میگیرد، نحوه کار سیاست، ساز و کار رسانه ها، و درباره علم و خلق و خو، در شرایط مختلف به چالش کشیده شوند.  او با کسب کمک هزینه تحصیلی ریموند چندلر فولبرایت در داستان نویسی پلیسی و جنایی، دو سال را در کالج وادام در آکسفورد انگلستان طی کرد. اولین اثر او به اسم هیچ‌کس سواری مجانی نمیدهد (1986)، جایزه ی ادگار الان پو (جایزه بهترین رمان اول) را برای او به ارمغان آورد. 
بینهارت از اکتبر 2016 تا به حال به عنوان مقاله نویس در شبکه الجزیره،  و بین سال‌های 2005 تا 2012 در خبرگزاری آلترنت فعالیت داشت. او همچنین صاحب بلاگی در خبرگزاری هافینگتون پست در سال 2011 بود. 
اصلی‌ترین نگرانی‌های او اقتصاد و سیاست‌های آمریکا، مالیات‌ها و افزایش نابرابری‌ها در دوران ترامپ است. در سال 2013، بینهارت در مجموعه تلویزیونی «امپایر» به عنوان مشاور پشت صحنه برای اپیزود "امپراتوری اسرار" فعالیت داشت که موضوع آن اپیزود، دنیای پنهان اسرار دولتی بود.

## اقتباس‌های سینمایی
- سگ را بجنبان (1997) به کارگردانی بری لوینسون، و با بازی ستارگانی چون داستین هافمن، رابرت دنیرو، آن هیچ، ویلیام اچ میسی، دنیس لری، کیرستن دانست، وودی هرلسون، و ویلی نلسون.
- از روی رمان او به نام «بلوار رستگاری»، فیلمی نیز اقتباس شد که در سال 2011 انتشار یافت. در این فیلم ستارگانی چون پیرس برازنان، گرگ کینر، جنیفر کانلی، مریسا تومی، ایزابل فورمن، اد هریس، و جیم گافیگان ایفای نقش میکردند. کارگردان آن جورج راتیف، تهیه کننده آن کثی اسکولمان و سلین راتری بود. [۸]

## زندگی شخصی
بینهارت که با همسر و دو فرزندش در وودستاک نیویورک زندگی میکند، اسکی باز قهار و مربی مجربی در استراحتگاه اسکی به نام «هانتر ماونتین» در ایالت نیویورک است.   

## آثار برگزیده

### رمان‌ها
- هیچ‌کس سواری رایگان نمیدهد. (1986)
- هرچقدر پول بدی همانقدر نصیبت میشود (1988)
- تبادل خارجی (1992)
- قهرمان آمریکایی (1993) (تجدید چاپ به عنوان رمان سگ را بجمبان)
- کتابدار (2004)
- بلوار نجات (2008)
- اسرار تونی کاسلا (2013)
- معامله به هم میخورد (2022)

*سریال تونی کاسلا

### آثار غیر داستانی
چگونه رمز و راز بنویسیم (1996)
حقایق پنهان: جستجوی حقیقت در سرزمین اسپین (2005)